# Sundom, Sverige
Denna artikel behandlar Sundom i Sverige. Se också Sundom, Finland.
Sundom är en tätort i Nederluleå socken i Luleå kommun belägen vid kusten cirka tre mil norr om Luleå centrum. Genom byn går den ursprungliga kustlandsvägen med anor från slutet av 1400-talet och som utgjorde Sveriges förbindelse med Finland.
De flesta av Sundoms 132 bebodda fastigheter ligger i närheten av de två insjöarna Östra och Västra Lakaviken. Från en del av byn har man även utsikt över småbåtshamnen och Sundomsfjärden, som är en vik av Bottenhavet. I byns bygdegård arrangerar byns intresseförening gemensamma nöjesträffar med dans och musik.   
Trots sin närhet till havet ligger byns högsta topp, Södra Middagsberget, mer än 65 meter över havet.

## Historik
Hur landskapet såg ut före 1502 minner namnen på de numera landfasta bydelarna Björnholmen, Långholmen, Svartholmen och Gussön. Året 1502 är första gången byn nämns i skrift. Då hade Sundom sex gårdar. Byn grundades alltså senast på 1400-talet. Omnämnandet var i "Olof Nelson lagmans dom om ett prästbolet tillhörigt fiskevatten". Domen och tvisten handlade om fiskevattnet vid Brändön. Byn finns med i Gustav Vasas bågaskattelängd från 1539 och jordeboken av år 1543. Den första kartan är från 1645. Under 2017 lade Skanova ner det kopparbaserade telenätet på orten.

### Befolkningsutveckling
| Befolkningsutvecklingen i Sundom 1975–2020                                     | Befolkningsutvecklingen i Sundom 1975–2020 | Befolkningsutvecklingen i Sundom 1975–2020 | Befolkningsutvecklingen i Sundom 1975–2020 | Befolkningsutvecklingen i Sundom 1975–2020 |
| ------------------------------------------------------------------------------ | ------------------------------------------ | ------------------------------------------ | ------------------------------------------ | ------------------------------------------ |
|                                                                                |                                            |                                            |                                            |                                            |
| År                                                                             |                                            |                                            | Folkmängd                                  | Areal (ha)                                 |
| 1975                                                                           | 1975                                       |                                            | 211                                        |                                            |
| 1980                                                                           | 1980                                       |                                            | 198                                        |                                            |
| 1990                                                                           | 1990                                       |                                            | 158                                        | 33#                                        |
| 1995                                                                           | 1995                                       |                                            | 182                                        | 59#                                        |
| 2000                                                                           | 2000                                       |                                            | 191                                        | 61#                                        |
| 2005                                                                           | 2005                                       |                                            | 181                                        | 60#                                        |
| 2010                                                                           | 2010                                       |                                            | 181                                        | 60#                                        |
| 2015                                                                           | 2015                                       |                                            | 219                                        | 89                                         |
| 2020                                                                           | 2020                                       |                                            | 220                                        | 95                                         |
| Anm.: Ny tätort 1975. Upphörde som tätort 1990. Åter tätort 2015 # Som småort. |                                            |                                            |                                            |                                            |

## Junkerhamnstenen
Stenen är ett landmärke vid infarten av Sundoms inlopp. 

## Näringsliv
Jordbruk har, historiskt sett, varit huvudnäring för de flesta med fisket som viktig binäring. Idag [när?]finns endast ett aktivt jordbruk kvar och fisket bedrivs endast som hobbyverksamhet.